# Jan Suda (botanik)
Jan Suda (16. května 1974 Klatovy – 9. března 2017) byl český botanik zabývající se systematikou rostlin a rostlinnou cytometrií, znalec flóry Kapska, popularizátor vědy a uznávaný pedagog.
Po dokončení studia na Přírodovědecké fakultě Univerzity Karlovy začal na zdejší katedře botaniky působit jako vědecký pracovník a vysokoškolský pedagog, zároveň s tím byl zaměstnaný také v Botanickém ústavu Akademie věd České republiky. V průběhu své kariéry významně přispěl k poznání diverzity a evoluce cévnatých rostlin kapské květenné oblasti, a to především za použití rostlinné cytometrie, o jejíž rozvoj se na obou uvedených institucích zasloužil. Za svoji činnost na poli vědy byl v roce 2008 oceněn Akademie věd České republiky.
Významná je však také Sudova popularizátorská činnost. Pravidelně přispíval do mnoha přírodovědných periodik, přičemž nejvýznamnější je jeho práce pro časopis Živa, v jehož redakční radě působil od roku 2009 až do své smrti v roce 2017 na pozici předsedy. V roce 2016 byl oceněn Medailí Vojtěcha Náprstka. Připravil také několik tematických výstav.
Jan Suda zemřel se zdravotními problémy 9. března 2017 ve věku 42 let.